# 刘树蛙属
刘树蛙属是无尾目树蛙科的一個屬，分布於越南北部的吉婆島，以及中國華南的廣東、廣西、海南與香港。本屬由過去的攀蛙屬分出，是基於分子證據建立的親緣屬，無法經由形態特徵鑑定（不具共有衍徵），包含六個物種。屬名係紀念已故中國兩棲爬行動物學家劉承釗。

## 分類學
劉樹蛙屬的模式種盧文氏樹蛙曾被歸類為攀蛙屬的物種，由於以其為代表的類群共享28個不同於其他攀蛙屬的鹼基對，因而被獨立出來，自成一個單系屬，處於樹蛙科的基幹位置，目前包含以下六個有效種：
- 石灰岩刘树蛙 Liuixalus calcarius Milto, Poyarkov, Orlov & Nguyen, 2013
- 费氏刘树蛙 Liuixalus feii Yang, Rao & Wang, 2015[7]
- 海南刘树蛙 Liuixalus hainanus (Liu & Wu, 2004)
- 金秀刘树蛙 Liuixalus jinxiuensis Li, Mo, Jiang, Xie and Jiang, 2015[8]
- 眼斑刘树蛙 Liuixalus ocellatus (Liu & Hu, 1973)
- 盧文氏樹蛙 Liuixalus romeri (Smith, 1953)
- 十万大山刘树蛙 Liuixalus shiwandashan Li, Mo, Jiang, Xie and Jiang, 2015[9]

除了石灰岩刘树蛙僅見於北部的吉婆島外，其餘物種皆為中國特有種。